# Aeroportul Internațional Cap. FAP Guillermo Concha Iberico
Aeroportul Internațional Cap. FAP Guillermo Concha Iberico (IATA: PIU, ICAO: SPUR) este un aeroport din Piura, Piura Province⁠(d), Piura, Peru ce deservește zona Piura. Aeroportul a fost tranzitat în 2022 de 991.786 de pasageri.
Situat la o altitudine de 35 m, aeroportul dispune de o singură pistă. Este operat de Aeropuertos del Perú⁠(d).